# San sha ben tan xiao fu xing
San sha ben tan xiao fu xing, conosciuto anche come (Kidnap in Rome) è un film del 1976, diretto da See-Yuen Ng.

## Trama
Il figlio di una famiglia benestante viene rapito da una banda criminale. Un poliziotto italiano, insieme ad i suoi due assistenti, stanno facendo del loro meglio per risolvere il caso. La polizia brancola nel buio e così decide di chiedere aiuto al cameriere e al suo giovane collega di un ristorante cinese locale.